# 광란의 오후
《광란의 오후》(영어: One False Move)는 미국에서 제작된 칼 프랭클린 감독의 1992년 범죄 스릴러 영화이다. 빌 팩스턴 등이 출연하였고, 제시 비턴 등이 제작에 참여하였다.

## 출연진
- 빌 팩스턴
- 신다 윌리엄스
- 빌리 밥 손턴
- 마이클 비치
- 얼 빌링스
- 짐 메츨러

## 기타 제작진
- 라인 제작: 토니 토
- 배역: 돈 펨릭
- 미술: 게리 T. 뉴
- 의상: 론 리먼
- 오케스트라 편곡: 테리 플루메리